# 신인규
신인규(愼仁揆, 1986년 2월 19일~)는 대한민국의 정치인, 변호사이다. 국민의힘 상근부대변인을 지냈고, 2023년 10월 25일 탈당하였다.

## 방송
- 나는 국대다(2021) - Top4(4위)

## 라디오
- BBS FM 《신인규의 아침저널》 (2025년 1월 1일 ~ 현재)

## 경력
- 제4회 변호사시험 합격
- 대한법률구조공단 수원지부 공익법무관(2015)
- 대한법률구조공단 공익법무관(2016)
- 대한법률구조공단 전주지부 구조부장 직무대리(2018)
- 대한법률구조공단 소속변호사(2018)
- 법무법인 한틀 파트너 변호사
- 법률사무소 청직 대표변호사(2019)
- 국민의힘 상근부대변인(2021)
- 국민의힘 제20대 대통령선거 경선준비위원회 대변인(2021)
- 국민의힘 제20대 대통령선거 선거관리위원회 대변인(2021)
- 정당 바로 세우기 대표(2022)
- 민심동행창당준비위원회 위원장(2023)
- 지방자치연구소 사계 이사장
- 청직법률학교 교장

## 수상
- 2017년 법무부장관 표창